# 엘머 매콜럼
엘머 매콜럼(영어: Elmer McCollum, 1879년 3월 3일 ~ 1967년 11월 15일)은 미국의 생화학자이다. 영양소가 건강에 어떤 영향을 미치는가를 연구했다.
맥컬럼은 캔자스주 포트스콧의 농장 지역에서 태어나 17살까지 그곳에서 성장했다. 캔자스대학교를 1903년 졸업하고, 예일대학교에서 1906년 박사학위를 받았다.이후 위스콘신 대학교 매디슨 교수로 재직하고 있을 때 예일 대학교의 토마스 오스본과 라파예트 멘델과 함께 비타민 A를 발견하였다.그는 존스 홉킨스 대학교 생화학/분자생물학과의 초대 학과장으로 1917년부터 1944년까지 27년간 재직 하였다